# يوم رائع للموت
يوم رائع للموت رواية للكاتب الجزائري سمير قسيمي. صدرت الرواية لأوّل مرة عام 2009 عن كل من الدار العربية للعلوم ناشرون في بيروت ومنشورات الاختلاف في الجزائر. ودخلت في القائمة الطويلة للجائزة العالمية للرواية العربية لعام 2010، المعروفة باسم «جائزة بوكر العربية».

## حول الرواية
يروي الكاتب الجزائري «سمير قسيمي» في روايته «يوم رائع للموت» هذه سيرة صحافي ينوي الإنتحار برمي نفسه من فوق مبنى. ترجع بنا هذه الرواية ذات الجو المتوتّر إلى ماضي البطل وإلى تجارب المتعة الجسدية ومشاكل الحبّ. تدور أحداث هذه الرواية في أحياء الجزائر الشعبية الفوضوية حيث يعيش الفقراء ومهمّشو المجتمع.